# Burg Waldeck (Hunsrück)
Burg Waldeck ist die Ruine einer Spornburg auf 248 m ü. NHN in der Gemarkung des Dorfes Dorweiler, einem Ortsteil der Gemeinde Dommershausen, im Rhein-Hunsrück-Kreis in Rheinland-Pfalz. Als „Rheinische Jugendburg“ und Austragungsort der „Waldeck-Festivals“ erlangte sie im 20. Jahrhundert internationale Bekanntheit.
Die Ganerbenburg war der Stammsitz der Hunsrücker Ministerialengeschlechter derer von Waldeck. Insbesondere der Familienzweig der Boos von Waldeck konnte im Laufe der Jahrhunderte an Bedeutung und Einfluss gewinnen und sich in der frühen Neuzeit ein reichsunmittelbares Territorium im Umkreis der Burg sichern, die Herrschaft Waldeck. Sie bestand bis zur Besetzung des Linken Rheinufers durch die französischen Revolutionstruppen Ende des 18. Jahrhunderts.
Die mittelalterliche Burg selbst wurde 1689 im Zuge des Pfälzischen Erbfolgekriegs zerstört. Mitte des 18. Jahrhunderts wurden die Ruinen planiert und ein Sommerschloss auf dem Gelände errichtet. Im Jahr 1813 wurde das Schloss versteigert und 1833 teilweise abgebrochen.
Seit den 1910er Jahren sind die Burg und ihr Vorgelände ein beliebter Treffpunkt der bündischen Jugend, insbesondere des Nerother Wandervogels (der heute Eigentümer des Burggeländes ist) und der Arbeitsgemeinschaft Burg Waldeck (die heute Eigentümer des Vorgeländes ist).

## Lage
Burg Waldeck liegt auf einem Bergsporn im Baybachtal im Vorderhunsrück. Im mittleren Bereich des Baybaches nahe der Burg verengt sich das Tal zu einer Klamm, mit Eichen und Hainbuchen bewaldete Hänge grenzen direkt an den Bach.

## Geschichte

### Burg und Schloss
Die erste gesicherte Erwähnung eines „von Waldeck“, der mit der Hunsrücker Burg dieses Namens in Zusammenhang gebracht werden kann, ist von 1189 und nennt einen Anselm vom Waldeck. Es ist zu vermuten, dass damals bereits eine Burg oder ein Festes Haus existierte, nach der/dem sich Anselm benannte.
Die erste urkundliche Erwähnung der Burganlage selbst (im Bereich der heutigen Schlossruinen) stammt aus dem Jahre 1243. Die Ritter Heribert, Udo, Bosso und Winand von Waldeck gaben ihre Burg dem Kölner Kurfürsten Conrad von Hohenstaden zum Lehen auf. Diese Lehnsauftragung ist im Zusammenhang eines Vergleichs und umfangreichen Gütertausches der Kölner Erzbischöfe und der Pfalzgrafen zu sehen, die damit ihre seit Jahrzehnten bestehenden Auseinandersetzungen um die Vorherrschaft im Mosel- und Mittelrheingebiet vorläufig beendeten. Vor diesem Hintergrund scheint es wahrscheinlich, dass Burg Waldeck zuvor zum Besitz bzw. Einflussbereich der Pfalzgrafen gehört hatte.
Unterhalb, in Richtung Tal, wurde in den folgenden Jahrzehnten die Unterburg – wahrscheinlich als Burghäuser von Ganerben – angelegt. Möglicherweise stimmt die Angabe, die die Erbauung der Unterburg um 1250 Rudolf (Udo) von Waldeck zuschreibt. Sicher nachgewiesen sind die beiden Burgteile aber aufgrund einer Urkunde von 1285. Erst in den letzten Jahren konnten die Reste dieses untersten Burgteils bei Prospektionen im Gelände wiederentdeckt und als die in den Urkunden des 13. Jahrhunderts erwähnte Unterburg identifiziert werden.
Obwohl die Kölner Kurfürsten aufgrund der oben genannten Lehnsauftragung für die nächsten mehr als 200 Jahre die obersten Lehnsherren der Burg waren – die letzte Erneuerung des kölnischen Lehens ist von 1469 überliefert – wurde die Burg bzw. Teile von ihr im Folgenden immer wieder anderen Territorialherren zum Lehen übertragen, z. B. den Kurfürsten von Trier, den Sponheimern und den Pfalzgrafen.
Besonders bedeutsam ist in diesem Zusammenhang im 14. Jahrhundert die Eltzer Fehde (1331–1336) der Gemeiner der Burgen Waldeck, Schöneck, Ehrenburg und Eltz gegen den Trierer Erzbischof und Kurfürsten Balduin und seine Territorialpolitik. Nach der Niederlage gegen Balduin und dem Friedensschluss wurden die Gemeiner der vier Burgen von Kurtrier lehnsabhängig. Im Fall von Waldeck überdauerte die Lehnsabhängigkeit von Trier aber kaum den Tod des Kurfürsten Balduin.
Bereits in den 60er Jahren des 14. Jahrhunderts kam die Burg wieder in den Einflussbereich der Pfalzgrafen. Aufgrund von Unstimmigkeiten – und wohl auch Übergriffen von Waldecker Gemeinern auf pfalzgräfliche Besitzungen – belagerte Pfalzgraf Ruprecht, der spätere römisch-deutsche König, 1398 die Burg und nahm sie ein. Er wurde daraufhin Gemeiner der Burg, erwarb mehrere Gebäude und errichtete einen neuen „Turm auf dem Halse“. Er sicherte sich auch das Vorkaufsrecht an allen Teilen der Burg, weshalb es mit den Boos von Waldeck zu Meinungsverschiedenheiten kam.
Mit dem Neubau des pfalzgräflichen Turms bestand die Burg nunmehr aus drei Teilen: einem neuen Turm, der oberhalb der bisherigen zwei Burgen erbaut worden war (heute Oberburg genannt) und zwei unteren Burgen: der alten Ober- (heute: Unterburg genannt) und der alten Unterburg. Die Mitglieder der Familie Boos von Waldeck wurden in der Folge zu Erbamtmännern des kurpfälzischen Amts Obergondershausen.
1689 wurde die Burg im Laufe des Pfälzischen Erbfolgekriegs von französischen Truppen niedergebrannt und zerstört.
Mitte des 18. Jahrhunderts errichtete der Eigentümer, Freiherr von Boos-Waldeck, auf den Ruinen der alten Burg ein Jagdschloss. Dabei wurden wahrscheinlich umfangreiche Planierungsarbeiten durchgeführt, die die meisten mittelalterlichen Reste zerstörten.
Während der sogenannten Franzosenzeit wurde das Schloss vom französischen Staat enteignet und 1813 durch die französische Verwaltung versteigert. Die Gebäude wurden 1833 teilweise abgebrochen. Die Werksteine wurden zum Bau eines Hofes in der Siedlung Petershausen bei Zilshausen verwendet. Das Schlossgebäude verfiel danach zur Ruine.

## Moderne Nutzung

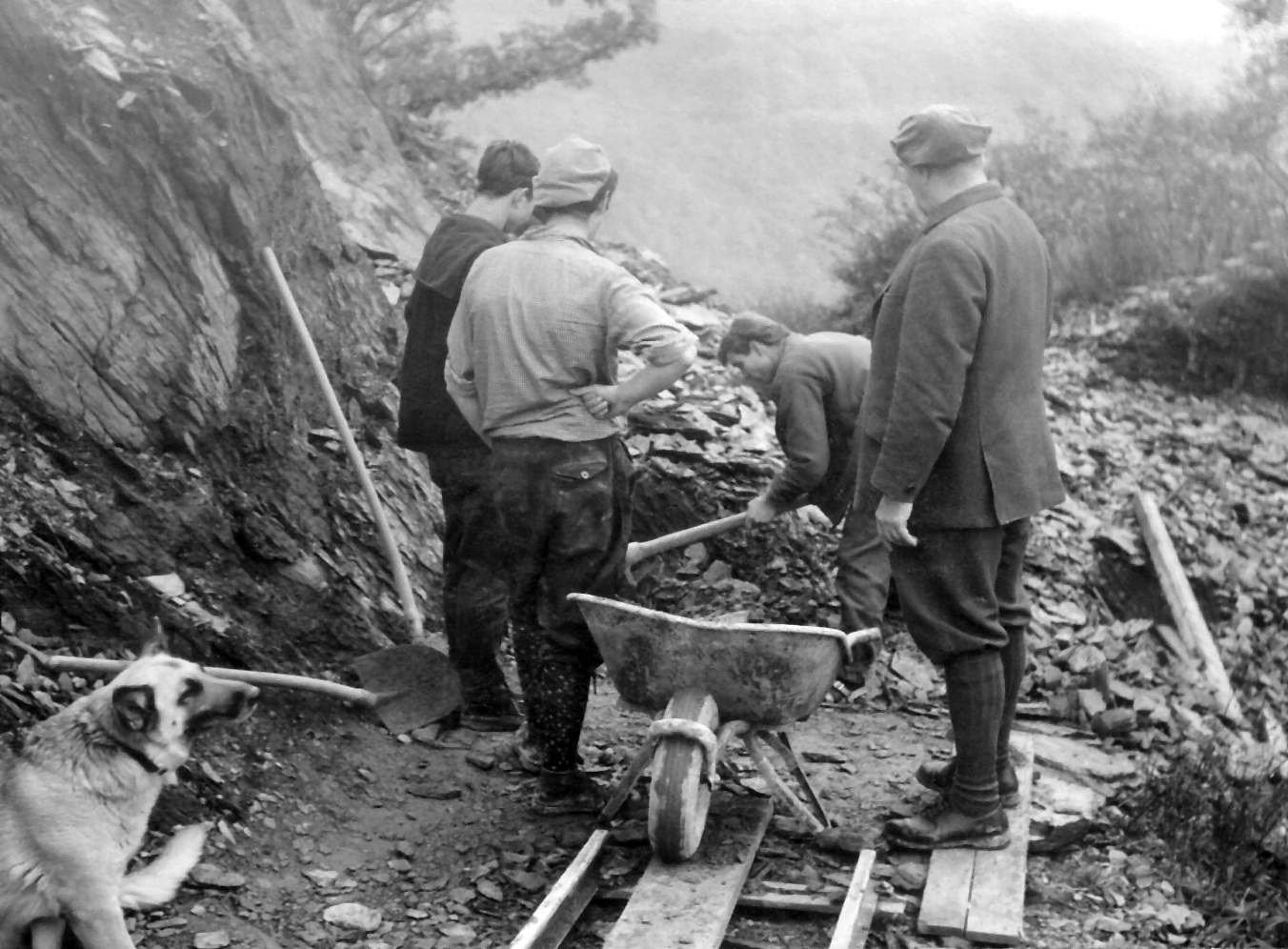
Mitglieder des Nerother Wandervogels beim Bau ihrer Jungenbleibe (1966)

### 1910 bis 1933
Bereits um 1910 nutzte der Wandervogel diesen Platz. 1920 entdeckten die Brüder Oelbermann und ihr Freund Nauke (Kurt Lorenz) die Burg für den neuen Jungenbund „Nerother Wandervogel“. Unter dem Bundesführer Robert Oelbermann wurde die Waldeck ab 1922 zum Erlebnis- und Fahrten-Mittelpunkt. Das ehrgeizige Siedlungs- und Bau-Projekt „Rheinische Jugendburg“ wurde begonnen und propagiert.
Die Gruppen von nah und fern entwickelten eine im ganzen deutschen Sprachraum beachtete Liedkultur, die mit dem Namen Waldeck verbunden war. Auch Schriftsteller lebten hier. Werner Helwig schuf in seiner Wandervogelzeit in einer selbstgebauten Hütte am Fuße der mittelalterlichen Burgruine eigene Lieder und vertonte Gedichte von Bertolt Brecht zu Liedern, die heute noch gesungen werden.
Fahrtengruppen des Nerother Wandervogels brachen von hier aus auf zu ungewöhnlichen, abenteuerlichen Reisen in Europa, Afrika, Südamerika und zu einer Weltfahrt. Sie brachten nicht nur Lieder in vielen Sprachen mit. Sie drehten auch Filme, die bei der UFA Anklang als Kulturfilme fanden. Im Gegenzug kam internationaler Besuch in den einsamen Hunsrück wie der französische Schriftsteller Romain Rolland oder 1930 der indische Dichter, Philosoph, Pädagoge und Nobelpreisträger Rabindranath Tagore.

### 1933 bis 1945
Nach der Machtergreifung der Nationalsozialisten wurde die Burg Waldeck am 18. Juni 1933 von HJ, SA und SS besetzt. Der Jungenbund „Nerother Wandervogel“ wurde Ende 1933 zur Selbstauflösung gezwungen. Der Trägerverein „Bund zur Errichtung der Rheinischen Jugendburg“ wandelte sich 1934 zur neutraleren „Arbeitsgemeinschaft Burg Waldeck“ um, die sich aber 1935 ebenfalls auflösen musste. Die Häuser wurden beschlagnahmt, und Robert Oelbermann, die Hauptfigur unter den Gründern, 1941 im KZ Dachau ermordet. Sein Zwillingsbruder, Mitbegründer Karl Oelbermann, entzog sich der nationalsozialistischen „Vernichtung der bündischen Reste“ durch Internierung in Südafrika.

### Nachkriegszeit

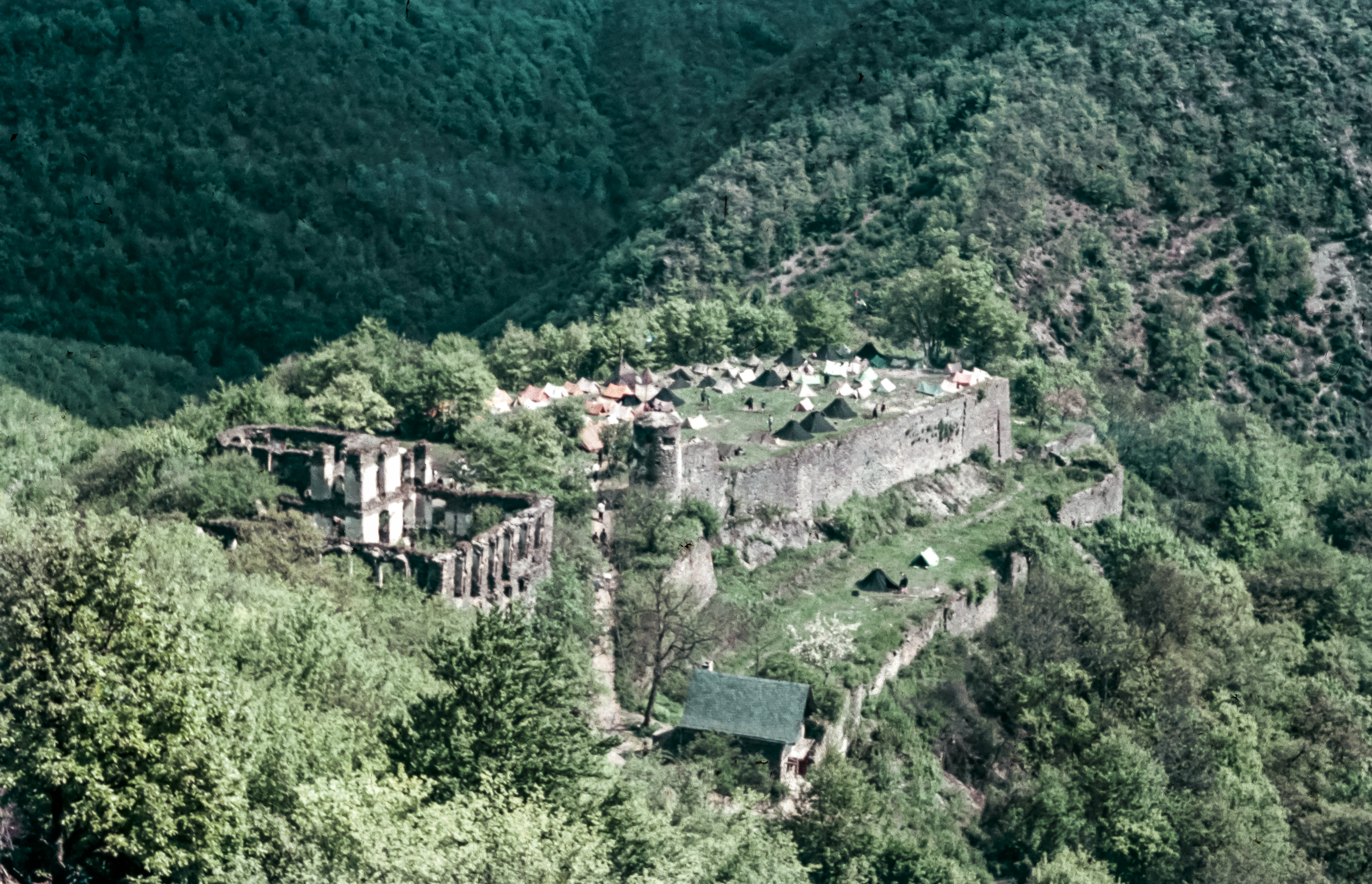
Treffen des Nerother Wandervogels in den frühen 1950er Jahren auf der Bastion der Burg Waldeck

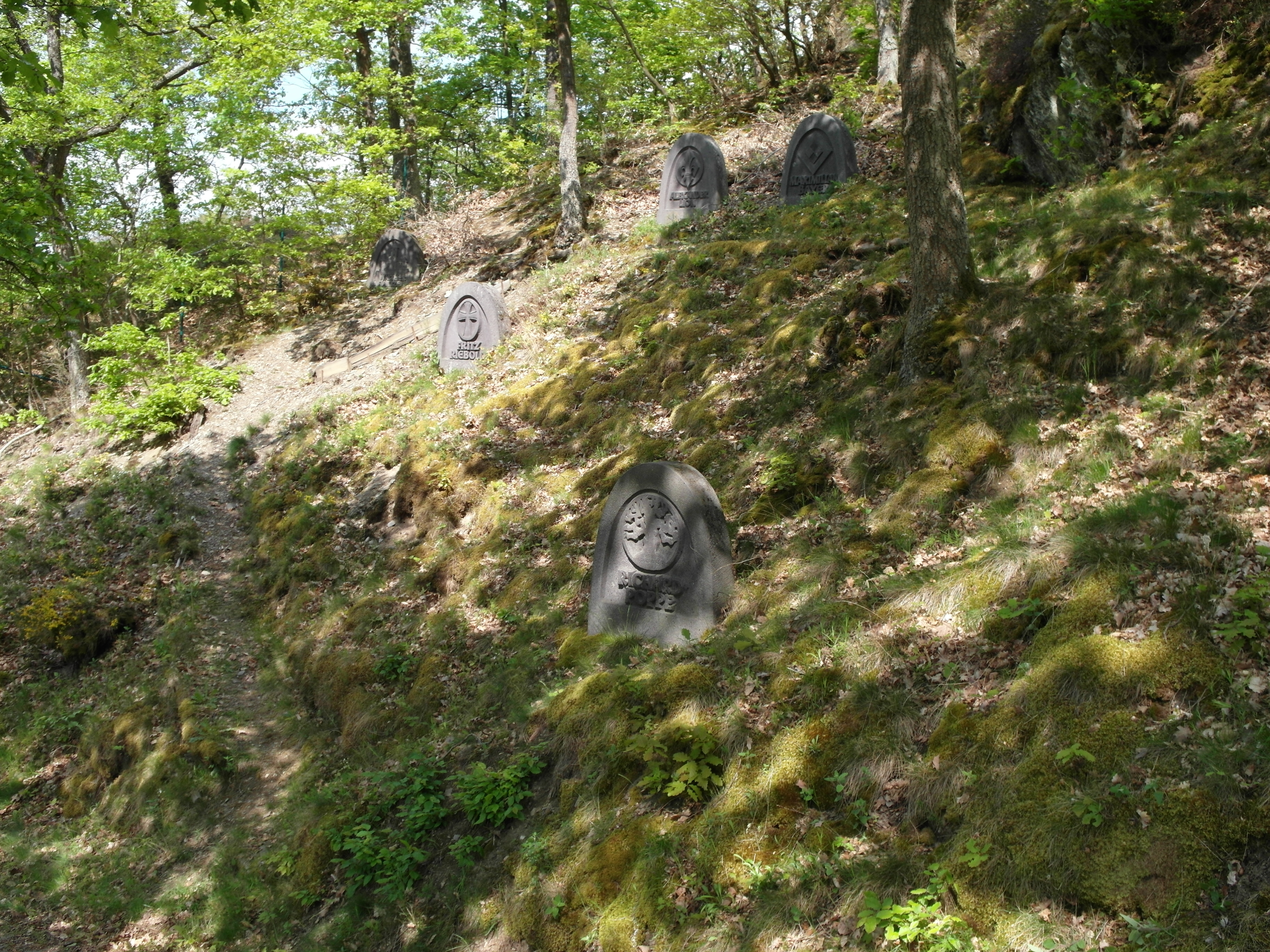
Ehrenhain der Jugendbewegung vor der Oberburg

Nach dem Zweiten Weltkrieg kamen die Überlebenden wieder auf „ihre“ Burg. Die überstandene Katastrophe setzte neue Prämissen. Nicht mehr Baustelle einer romantischen Ritterburg, sondern Ort der gelebten Toleranz und der internationalen Jugendbegegnung sollte die Waldeck nach dem Willen des wiedergegründeten Vereins „Arbeitsgemeinschaft Burg Waldeck e. V.“ (ABW) von nun an sein.
Gleichzeitig existierten zum Teil in ungebrochener Tradition aktive Gruppen des Nerother Wandervogels fort, die ebenso die Waldeck als „ihre“ Burg ansahen und sie im Sinne des ursprünglichen Wandervogels in den Dienst der Jugend stellen wollten.
1950 kam Karl Oelbermann aus der erzwungenen Emigration in Südafrika zurück auf die Burg. Kurze Zeit später wurde ihm die Bundesführung des in seiner Abwesenheit durch Wilhelm Sell wieder neuerstandenen Jungenbundes angetragen. Mitte der fünfziger Jahre stellten sich Differenzen über den einzuschlagenden Kurs ein. Karl Oelbermann, zugleich Ehrenvorsitzender der ABW und Bundesführer des „Nerother Wandervogel“ (später „Bund zur Errichtung der Rheinischen Jugendburg Nerother Wandervogel Burg Waldeck e. V.“) beanspruchte für den Wandervogelbund das alleinige Eigentums- und Hausrecht auf Burg Waldeck und lehnte die neue offenere, internationale Orientierung der ABW ab. Da die ABW u. a. das in den „Weistümern“ des Nerother Wandervogels niedergelegte „Führerprinzip“ nach den Erfahrungen des Nationalsozialismus ablehnte, kam es zum Streit um die grundsätzliche Ausrichtung und ab Ende 1957 zu einem Prozess um das Grundeigentum, der nach zwanzig Jahren zugunsten der ABW endete, die als Rechtsnachfolgerin der nationalsozialistischen Zwangs-ABW von 1934 uneingeschränkt anerkannt wurde. Der Verein „Nerother Wandervogel – Bund zur Errichtung der Rheinischen Jugendburg“ hat unmittelbar benachbart auf dem Ruinengelände der Burg Grundbesitz, so dass heute zwei Interessengruppen aus historisch gleicher Wurzel auf dem ursprünglichen Waldeck-Gelände existieren.
1954 setzte der durch das Verbot ins Stocken geratene Ausbau der Jugendburg durch den Nerother Wandervogel wieder ein. Die nicht mehr finanzierbaren Vorkriegspläne wurden auf ein machbares Maß zurückgenommen. 1970 feierte der Bund das Richtfest des „Diensthauses“, 1986 für die „Jugendbleibe“, und 1998 wurde die Burgkapelle fertiggestellt, die die christliche Grundausrichtung der beiden Zwillingsbrüder Robert und Karl Oelbermann unterstreicht.
Statt der vom Nerother Wandervogel erstrebten großen Jugendburg wurden in der Regie der ABW von unterschiedlichen Jugendbünden in den Fünfzigern eigene Heime und Hütten errichtet. Deren neue Kultur baute auf der Tradition auf, entwickelte sie aber entschieden weiter. Fragen der Zeit wurden kritisch reflektiert, auch das überlieferte Liedgut. Man öffnete sich neuen Einflüssen, z. B. aus der amerikanischen Studenten-, Folk- und Bürgerrechtsbewegung, und entdeckte selber verschüttete oder diskriminierte deutsche Traditionen wieder wie die jiddische Kulturwelt mit den Liedern der vernichteten Ostjuden, die Lieder der deutschen Demokraten aus der gescheiterten Revolution von 1848, die Lieder der Landstreicher, Berber und Fahrenden. Der Jungenschafter, Waldeck-Sänger und Liedforscher Peter Rohland, der 1966 im Alter von 33 Jahren verstarb, ist hier gemeinsam mit Hein & Oss Kröher als Pionier zu nennen.
Es entstand die Idee zu einem „Bauhaus des Liedes“ und daraus das erste Waldeck-Festival von 1964, Chanson Folklore International, dem weitere Festivals bis 1969 folgten. Waldeck, wo sich ab 1964 der Auf- und Umbruch von 1968 in Liedern, Chansons, Kabarett, Diskussionen ankündigte, wird auch das „deutsche Woodstock“ genannt. Die Karrieren von Künstlern wie Franz Josef Degenhardt, Reinhard Mey, Walter Moßmann und Hannes Wader haben ihre Ursprünge auf der Waldeck, auch Hanns-Dieter Hüsch trat dort auf. Von hier gingen geistig-kulturelle Anstöße in die jugendlichen und intellektuellen Szenen der ganzen Republik. Wolfgang Niedecken und viele seiner Kollegen vom kritischen Text und Lied bekennen sich deshalb zu ihren Waldecker Wurzeln. Bis heute bestätigen Rundfunk- und Fernseh-Sendungen immer wieder diese Fernwirkung. Die Folge der Festivals bis 1969 führte zur Renaissance des engagierten deutschsprachigen Liedes. Im April 1974 wurde überdies die AG Song (Arbeitsgemeinschaft der Liedermacher aus der Bundesrepublik und Westberlin) auf der Waldeck gegründet.
Zuvor war dies im Schatten der Nazikultur undenkbar gewesen, so wie Franz Josef Degenhardt auf der Waldeck sang:
Tot sind unsre Lieder,

unsre alten Lieder.

Lehrer haben sie zerbissen,

Kurzbehoste sie verklampft,

braune Horden totgeschrien,

Stiefel in den Dreck gestampft.
Auf der Waldeck selbst kehrte nach der Kraftanstrengung der Festivals wieder Alltag ein. Nicht so spektakulär, aber immer kreativ. Werkstätten für Tanz, Theater, Kabarett oder Lied und Chanson bringen immer wieder beachtliche Ergebnisse hervor. Beispielsweise kam in den 1990er Jahren die Theatergruppe der Universität Essen hierher, um ihre jeweils neuen Stücke zu proben. Diskussionen und Seminare interpretieren die Zeitläufe. Ein neues Säulenhaus und ein Bühnenpavillon wurden gebaut.

## Anlage
Die Anlage ist heute zweigeteilt:

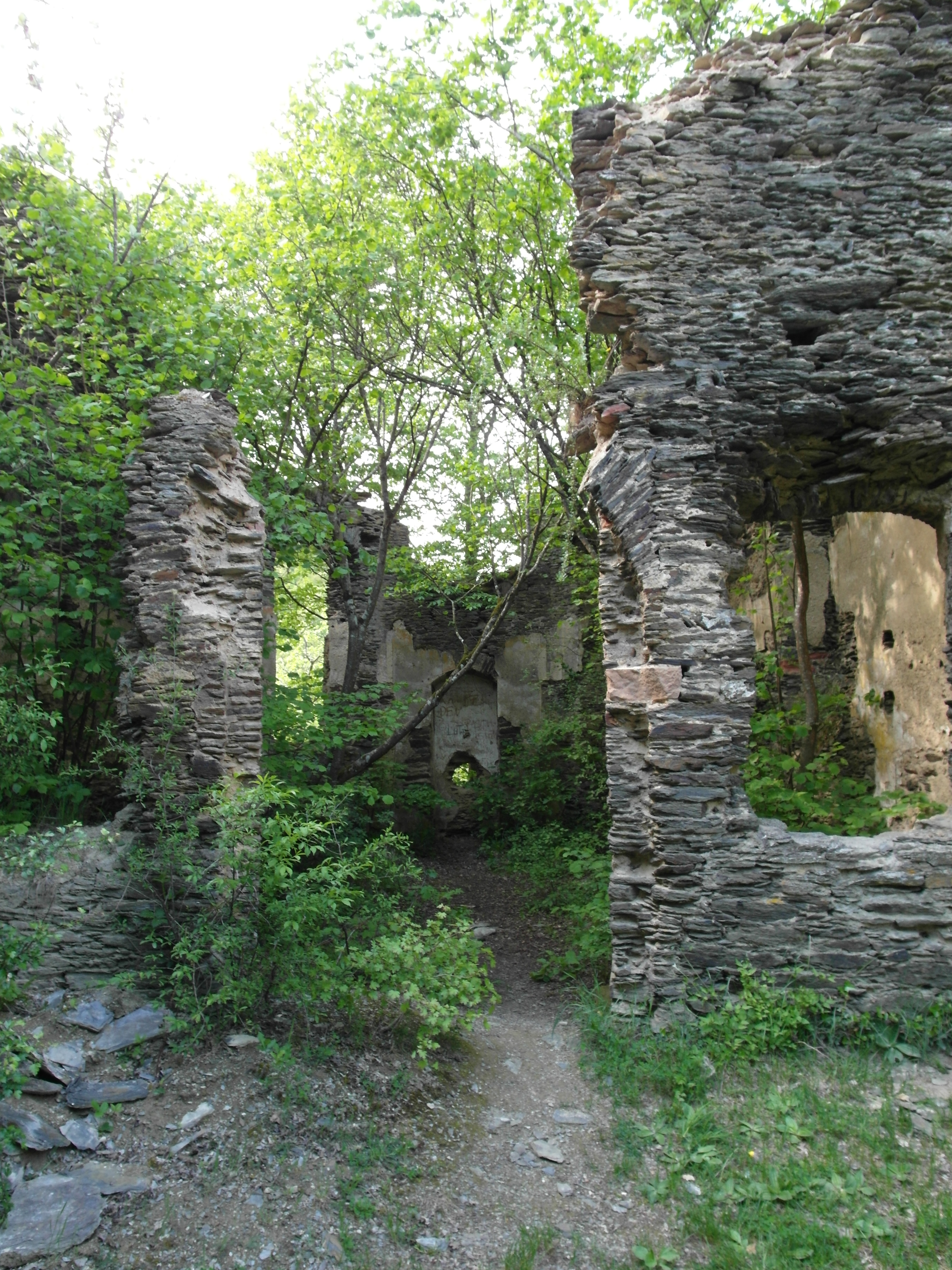
Ruine der Schlosskapelle auf der Unterburg

Die eigentliche Burg ist Eigentum des Nerother Wandervogels, der auf den Ruinen der Oberburg Neubauten in historisierendem Stil errichtet hat, die ihm als Bundeszentrum dienen. Er hat einen Ehrenhain für die Jugendbewegung im Hanggelände oberhalb der Oberburg geschaffen, in dem Gedenksteine für wichtige Persönlichkeiten aus Wandervogel, Jugendbewegung und deutschem Pfadfindertum stehen.
Die Arbeitsgemeinschaft Burg Waldeck nutzt ihre oberhalb der Ruine gelegenen Gebäude als Jugendbildungsstätte. Im Freigelände, das auch als Zeltplatz genutzt wird, befindet sich eine Freilichtbühne.
Historische Reste findet man auf der Oberburg nur noch wenige. Bei Ausgrabungsarbeiten in den 1960er Jahren fand man Grundmauern eines zentralen Turmes. Diese wurden jedoch wieder zugeschüttet. Somit sind die Mauer zur Unterburg und der Halsgraben die einzig sichtbaren Reste der mittelalterlichen Anlage.
Auf der heutigen Unterburg gibt es mehr historische Substanz. Vor allem die Reste des Schlosses aus dem 18. Jahrhundert sind noch zu sehen. Es bestand aus einer hufeisenförmigen Anlage mit angesetzter Kapelle. Einziger aufgehender Rest der mittelalterlichen Burg ist der Rundturm, kurz vor der sogenannten Bastion. Diese wurde vermutlich mit dem Schloss errichtet. Allerdings befanden sich dort keine Kanonen, sondern aller Wahrscheinlichkeit nach ein Garten. Zahlreiche weitere Zwingeranlagen befinden sich weiter unterhalb, bis hin zu den Resten der Niederburg. Der ehemalige Halsgraben liegt vor den Ruinen des Schlosses zur Oberburg hin. Als Besonderheit konnte man den Graben zum Tal hin verschließen und als Wasserspeicher nutzen (vgl. Burg Stahleck).